# Hugues-Bernard Maret, duc de Bassano

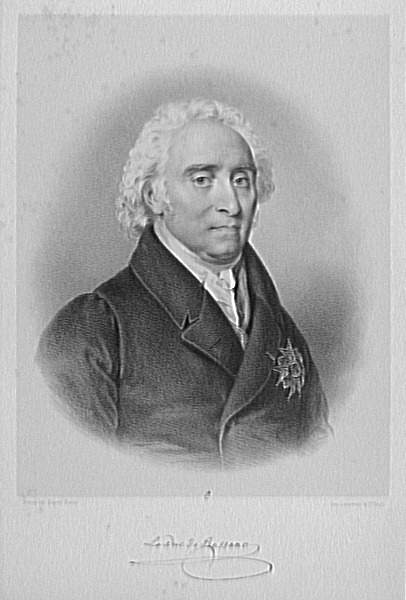
Hugues-Bernard Maret

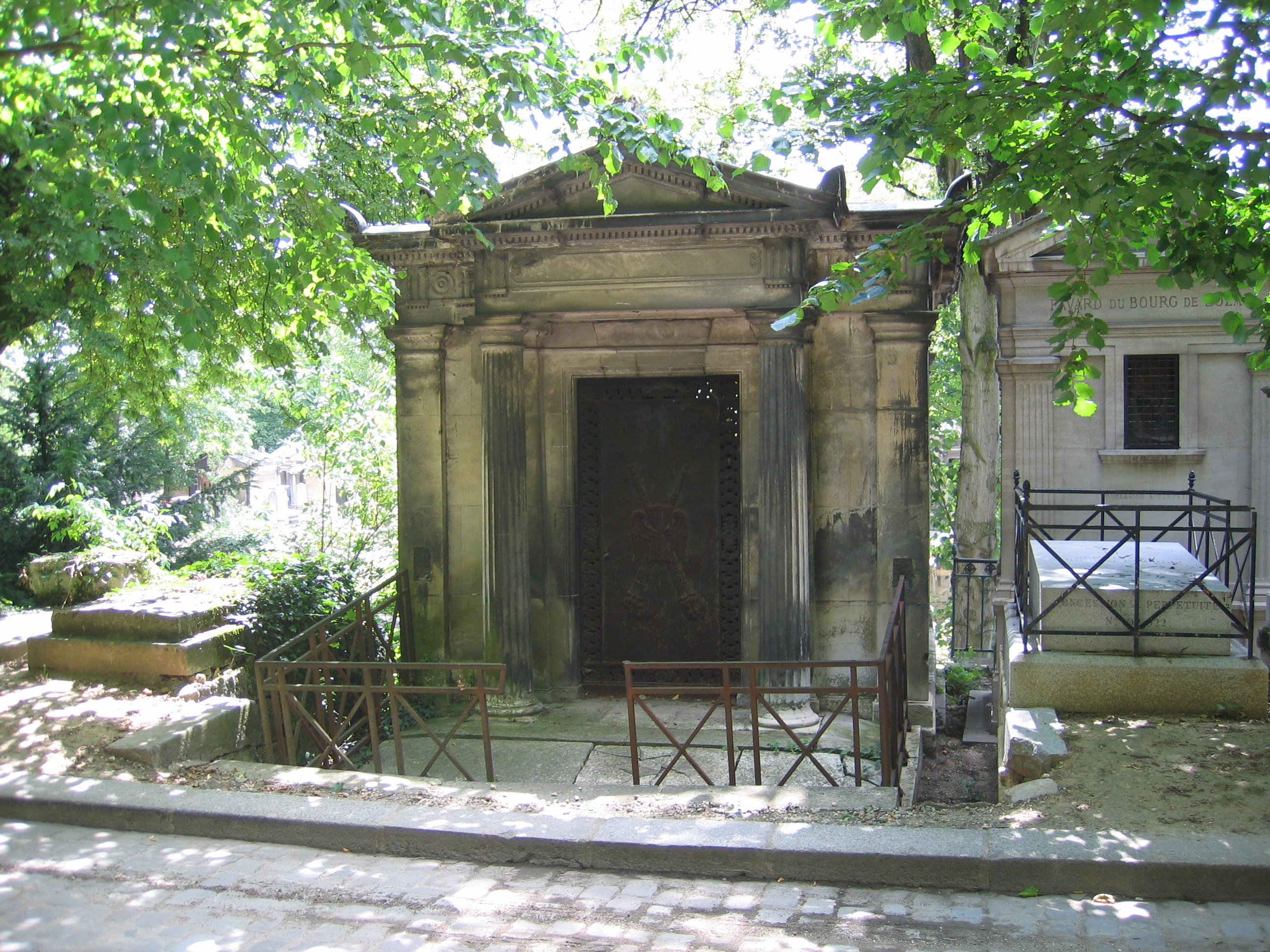
Grab der Herzogs und der Herzogin von Bassano, Paris

Hugues-Bernard Maret, 1. duc de Bassano (* 1. Mai 1763 in Dijon; † 13. Mai 1839 in Paris) war französischer Staatsmann und Publizist.

## Leben

### Ancien Régime, Revolution und Republik
Nach einer soliden Ausbildung wurde Maret Anwalt beim Conseil du Roi in Paris. Die Ideen der Französischen Revolution ließen tiefe Eindrücke in ihm zurück und änderten völlig seine Laufbahn. Das von den Debatten der ersten Nationalversammlung aufkommende Interesse bewog ihn, sie zusammen mit Méjean im Bulletin de l'Assemblé zu veröffentlichen. Der Publizist Charles-Joseph Panckoucke (1736–1798), Besitzer des Mercure de France und Herausgeber der Encyclopédie méthodique überzeugte ihn, dieses Blatt mit einer größeren Zeitschrift zusammenzuschließen, dem Moniteur universel, der sich durch seine Korrektheit und Unparteilichkeit einen guten Namen machte. Er war Mitglied des moderaten Clubs, der Feuillants; aber nach dem Sturz der Monarchie am 10. August 1792 nahm er ein Amt im Außenministerium an, in dem er zuweilen einen ausgleichenden Einfluss ausübte. Bei der Abberufung der britischen Gesandtschaft aus Paris ging Maret auf eine Mission nach London, wo er am 2. Dezember 1792 ein günstiges Gespräch mit Pitt führte. Jede Hoffnung auf ein Übereinkommen war jedoch vergeblich. Nach der Hinrichtung Ludwig XVI. (21. Januar 1793) wurde der französische Chefdiplomat Chauvelin aus England abberufen, während der Konvent den Krieg erklärte (1. Februar 1793). Durch den Gang der Ereignisse war Marets zweite Mission im Januar von vornherein zum Scheitern verurteilt.
Nach einer Pause, in der er keine diplomatischen Stellung innehielt, wurde er Botschafter der Französischen Republik in Neapel; während er sich mit de Smonville dorthin begab, wurde er von den Österreichern gefangen genommen und von ihnen für etwa dreißig Monate festgehalten, bis die beiden Ende 1795 im Tausch mit der Tochter von Ludwig XVI. freigelassen wurden. Während der Haftzeit kam er in Kontakt zu Franz von Spaun. Für eine Zeit wechselte Maret in den Journalismus; er spielte aber eine nützliche Rolle in den Friedensverhandlungen mit Großbritannien, die in Lille im Sommer 1797 stattfanden. Der Erfolg der Jakobiner beim Staatsstreich am 18. Fructidor (September 1797) machte Pitts Hoffnungen auf Frieden zunichte und brachte Maret einen weiteren Rückschlag ein. Bei der Rückkehr Bonapartes aus Ägypten 1799 gesellte er sich zu der Partei des Generals, die mit dem Staatsstreich des 18. Brumaire VIII (9./10. November 1799) an die Macht kam.

### Konsulat und Empire
Maret wurde nun einer der Sekretäre des Ersten Konsuls und kurz darauf Staatssekretär. In dieser Position machten ihn seine Mäßigung, sein Fleiß und Verstand, seine Kenntnisse von Menschen und Dingen von großem Wert. Der Moniteur, der 1800 die offizielle Zeitschrift des Staates wurde, wurde seiner Kontrolle unterstellt. Manchmal gelang es ihm, die harte, abrupte Sprache von Napoleons Mitteilungen abzudämpfen; auf jede Weise stellte er sich als nützlicher Vermittler heraus. Es ist bekannt, dass er an dem Entwurf neuer Verfassungen für die batavischen und italienischen Republiken beteiligt war. 1804 wurde er Minister; 1807 wurde er zum Grafen ernannt, und 1809 erhielt er im napoleonischen Adel (noblesse impériale) den Titel Herzog von Bassano (duc de Bassano), eine Ehre, mit der Napoleon seinen Respekt für die unermüdliche Arbeit Marets ausdrückte, insbesondere im Zusammenhang mit den diplomatischen Verhandlung und Verträgen zu dieser Zeit. Seine persönliche Hingabe an den Kaiser war von der standhaften Art, wie Napoleon sie schätzte. Man sieht sie zum Beispiel in seinen Versuchen, die List des Kaisers im April/Mai 1808 zu verteidigen, mit der er versuchte, das Schicksal der Spanier in die Hand zu nehmen. Maret half beim Entwurf der für Spanien bestimmten Verfassung, die die Spanier unmittelbar ablehnten.

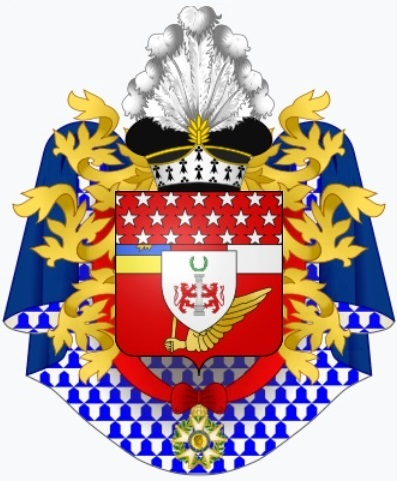
Wappen Marets als Herzog von Bassano

Maret begleitete Napoleon bei den meisten seiner Feldzüge, einschließlich des Feldzugs von 1809; am Schluss sprach er sich für die Heiratsallianz mit der Erzherzogin Marie Louise von Österreich aus, die 1810 stattfand. Im Frühjahr 1811 ersetzte der Herzog von Bassano Champagny als Außenminister. In dieser Funktion schloss er die Verträge zwischen Frankreich und Österreich sowie zwischen Frankreich und Preußen ab, die der französischen Invasion in Russland 1812 vorausgingen. Während des größeren Teils des Feldzugs war er mit Napoleon zusammen; nach seinem katastrophalen Ende half er dabei, die neuen Truppen vorzubereiten, mit denen Napoleon den ähnlich verheerenden Feldzug von 1813 unternahm. Aber im November 1813 ersetzte Napoleon ihn durch Caulaincourt, von dem er dachte, dass er für einen Friedensschluss geeigneter sei, und dass er persönlich dem Zaren Alexander I. von Russland dankbar sei. Maret hingegen blieb während des Feldzugs von 1814 als Privatsekretär bei seinem Meister, und ebenso während dessen von 1815.

### Restauration
Nach der zweiten Restauration der Bourbonen wurde er exiliert und zog sich nach Görz zurück, wo er sich mit literarischen Arbeiten befasste. 1820 wurde ihm erlaubt, nach Frankreich zurückzukehren, und nach der Revolution von 1830 machte ihn Louis-Philippe zum Pair; für einige Tage hielt er auch zwei hohe Ämter.
Hugues-Bernard Maret starb im Jahr 1839 im Alter von 76 Jahren in Paris und ruht daselbst auf dem Père-Lachaise-Friedhof.

## Beurteilung
Mit Daru teilt Maret die Ehre, der härteste Arbeiter und ergebenste Unterstützer in Napoleons Diensten gewesen zu sein; die allgemeine Ansicht ist jedoch, dass er seine Hingabe bis zur Unterwürfigkeit entwickelt habe und daher oft die tatsächlichen Interessen Frankreichs kompromittiert habe.
Charles-Maurice de Talleyrand-Périgord meinte über ihn: „Es gibt nur einen, der dümmer ist als M. Maret, das ist der Herzog von Bassano.“